# Shansitherium
Shansitherium – wymarły rodzaj ssaków z rodziny żyrafowatych, występujący w Azji, odnaleziony w chińskiej prowincji Shanxi. Żył on w późnym miocenie. Niektórzy naukowcy uważają, że jest to synonim dla Samotherium.

## Nazwa
Nazwa rodzajowa wywodzi się od miejsca odnalezienia. Oznacza ona więc "bestię z Shanxi".

## Opis
Przypominało dzisiejszego łosia albo antylopę.

## Gatunki
- S. fuguensis
- S. tafeli